# Pachycerianthus dohrni
Pachycerianthus dohrni är en korallart som först beskrevs av Van Beneden 1923.  Pachycerianthus dohrni ingår i släktet Pachycerianthus och familjen Cerianthidae. Inga underarter finns listade i Catalogue of Life.